# Stirexephanes signatus
Stirexephanes signatus är en stekelart som först beskrevs av Tosquinet 1903.  Stirexephanes signatus ingår i släktet Stirexephanes och familjen brokparasitsteklar.

## Underarter
Arten delas in i följande underarter:
- S. s. formosanus
- S. s. zonatus